# نادر (مصور)
نادار (بالفرنسية: Nadar) هو اسم مستعار للمصور «غاسبارد فلكس تورناشو» (بالفرنسية: Gaspard-Félix Tournachon) وهو مصور وصحفي شهير في القرن التاسع عشر. مواليد 6 أبريل 1820 في باريس - الوفاة 23 مارس 1910 في باريس.
هو أول مصوّر جوّي في التاريخ، حيث أنه التقط أول صورة جوّية في العالم وكان ذلك لمدينة باريس عاصمة فرنسا عام 1858م.

## معرض الصور

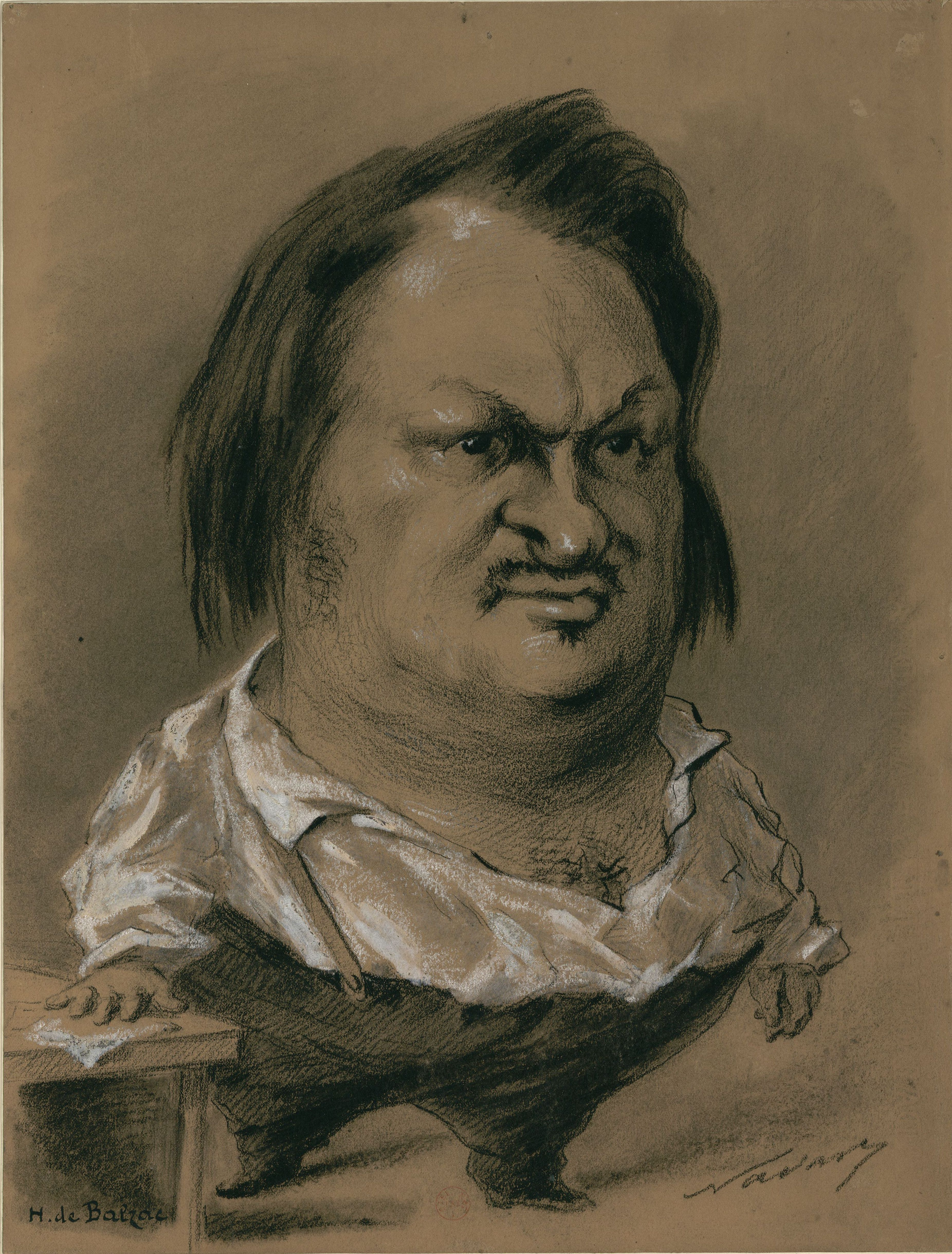
كاريكاتير لبلزاك، 1850
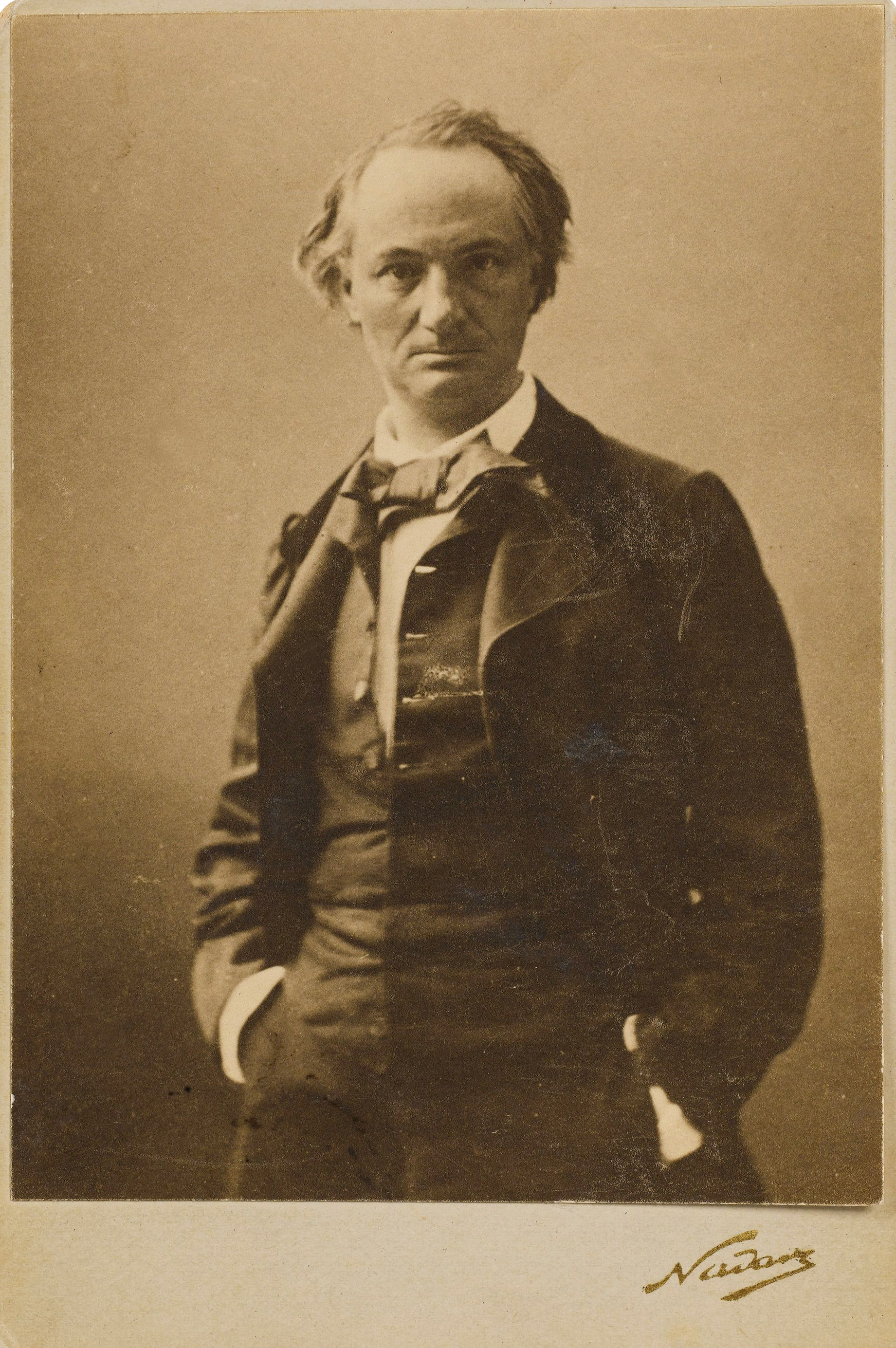
شارل بودلير
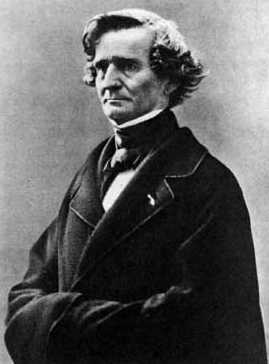
هيكتور بيرليوز
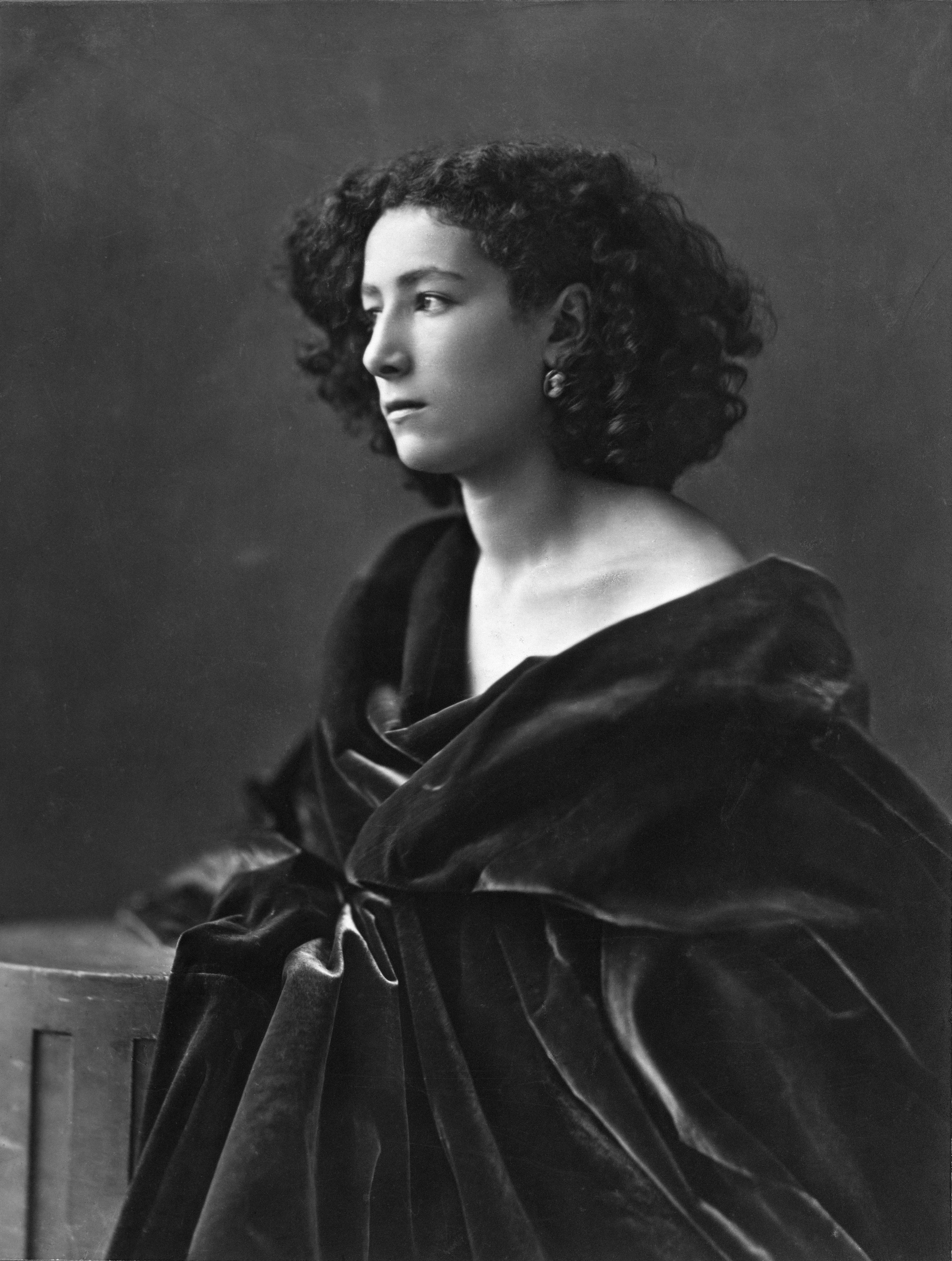
سارة برنار
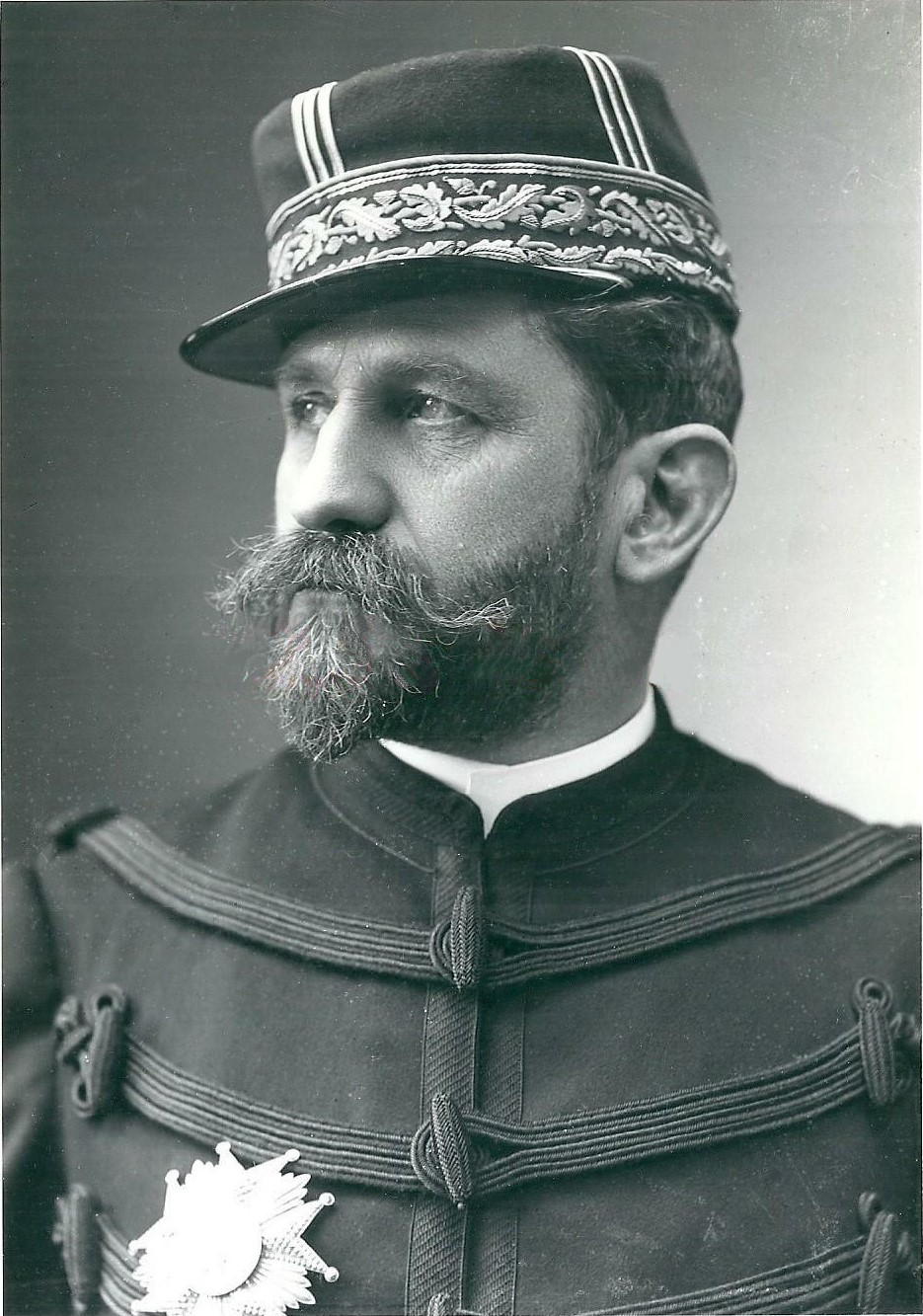
جورج إرنست بوولنجر
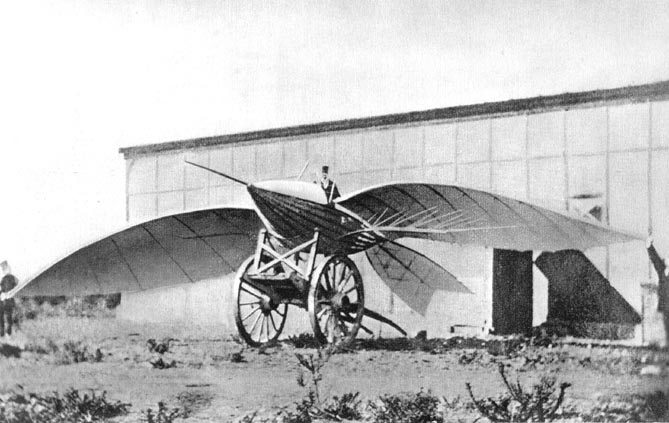
Le Bris and his flying machine, Albatros II
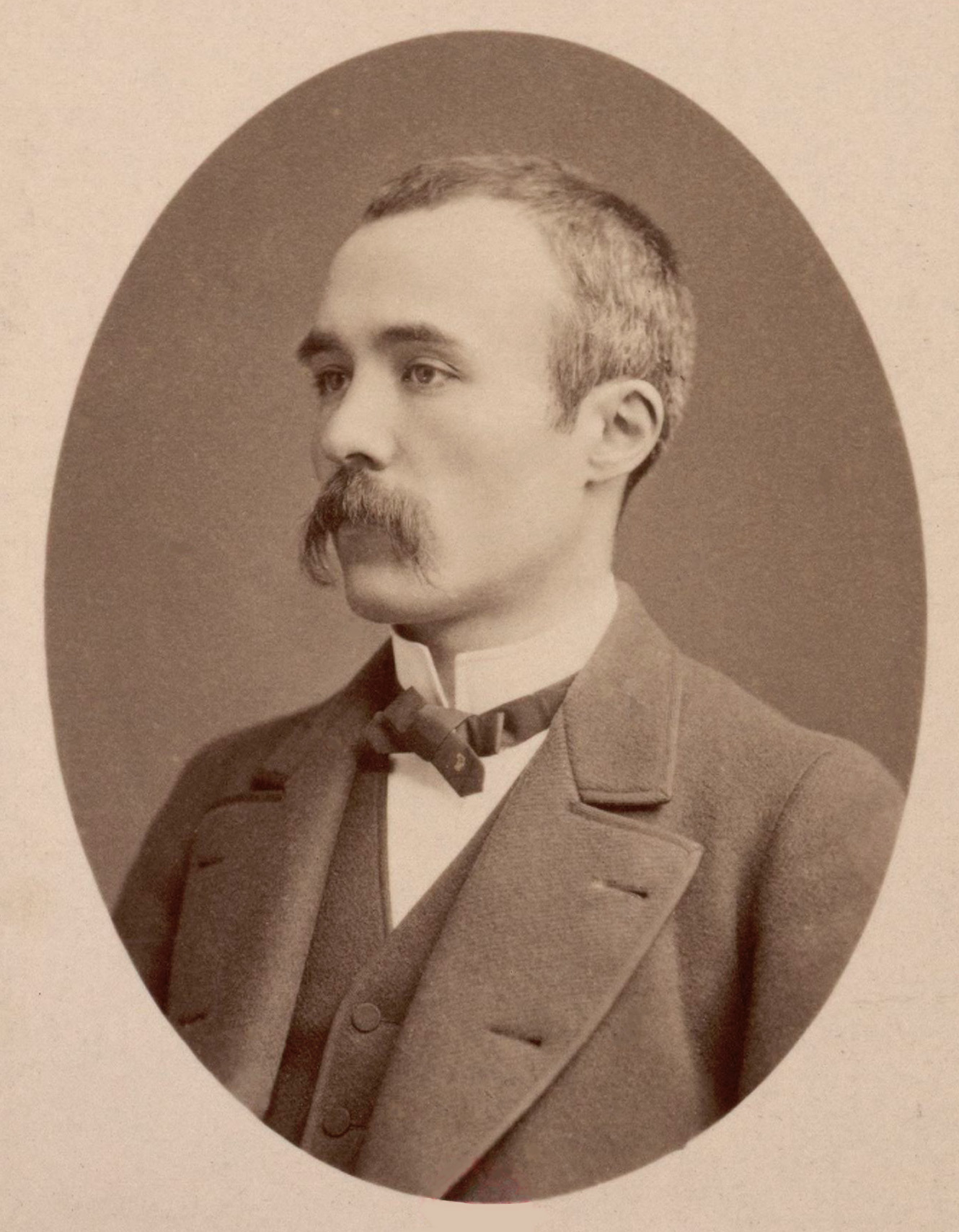
جورج كليمنصو
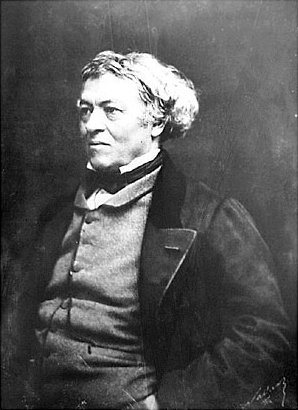
جان باتيست كامي كورو
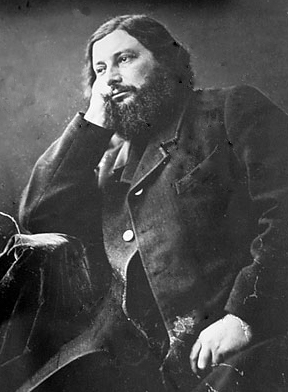
غوستاف كوربيه
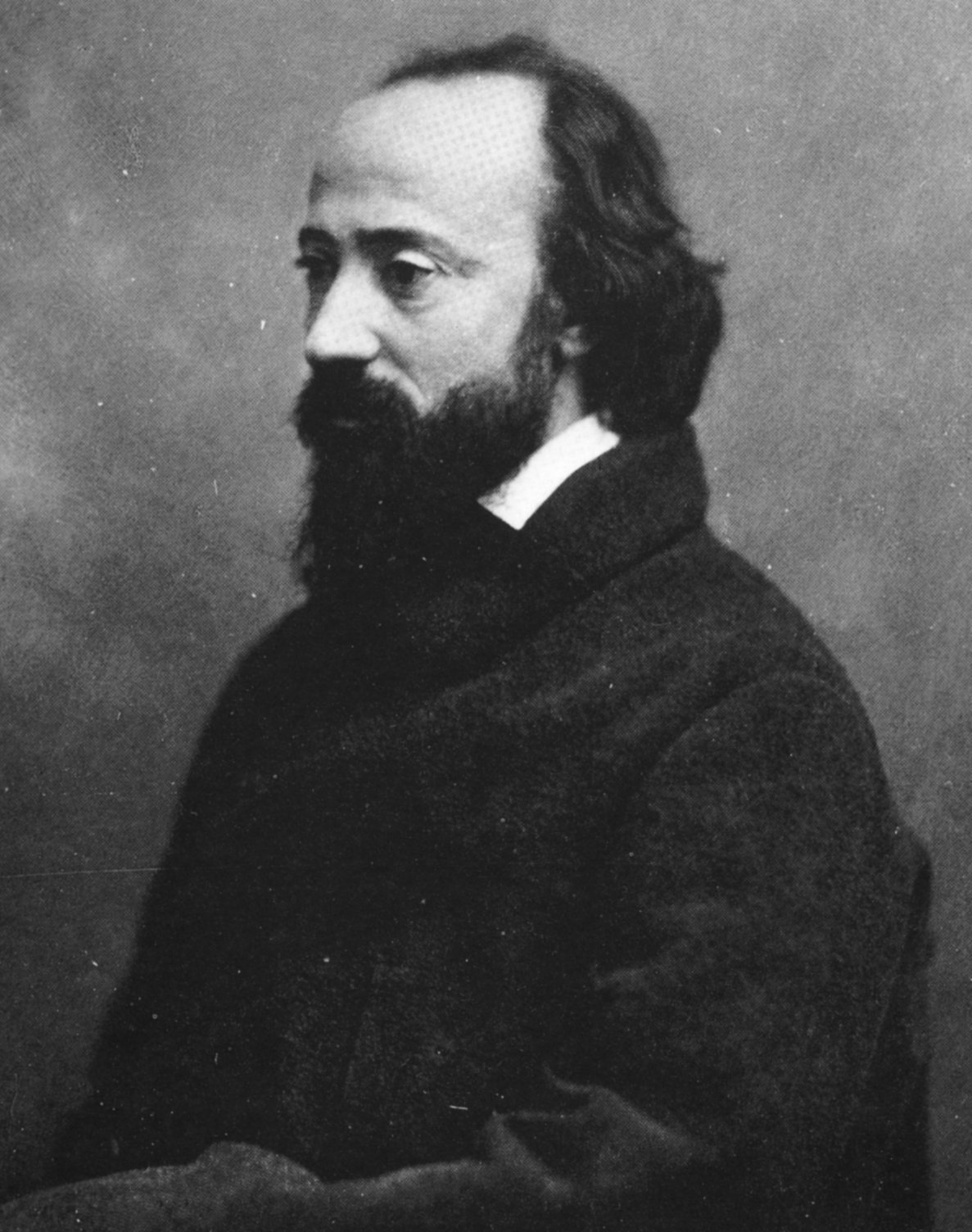
Charles-François Daubigny
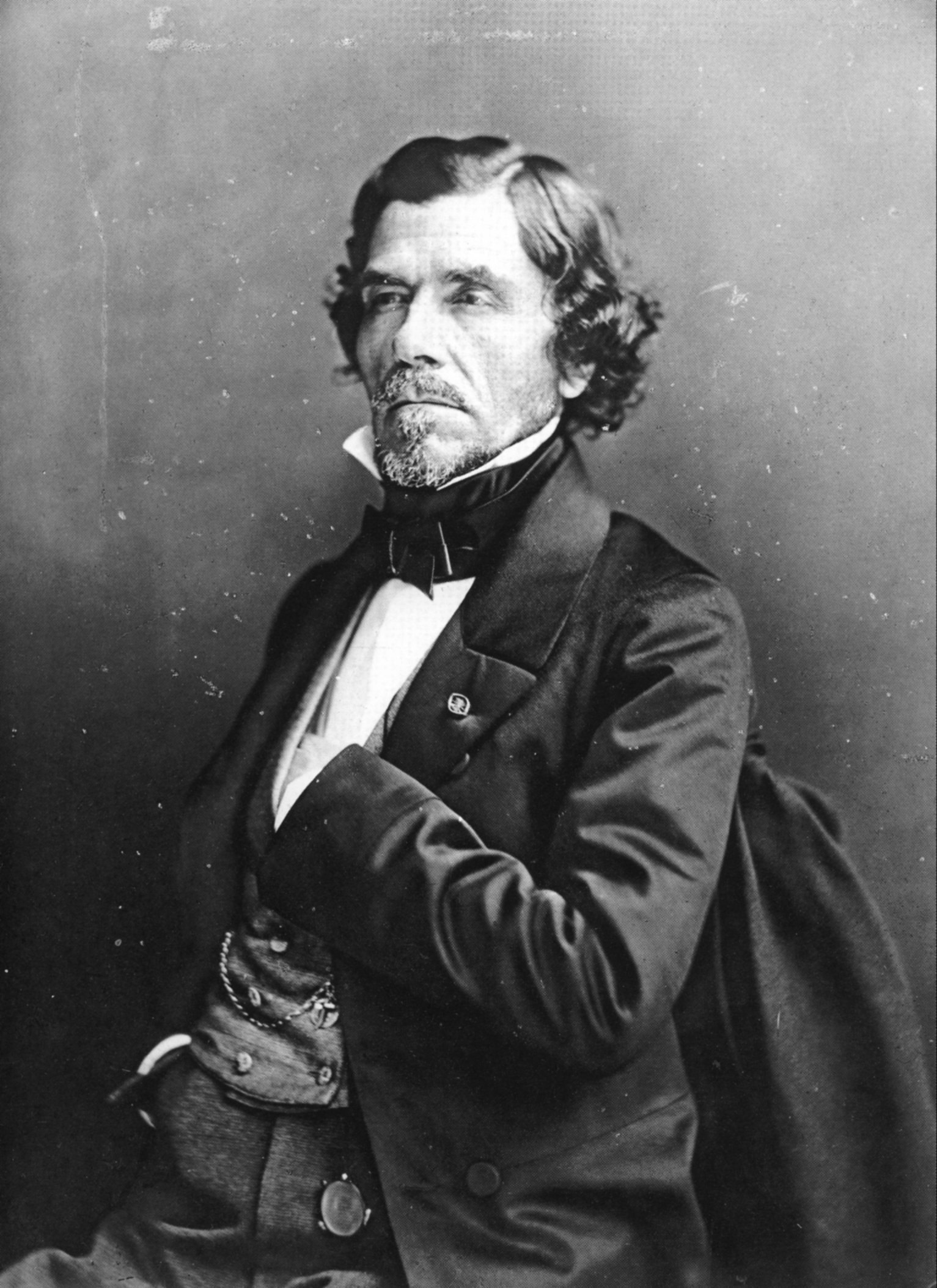
ديلاكروا
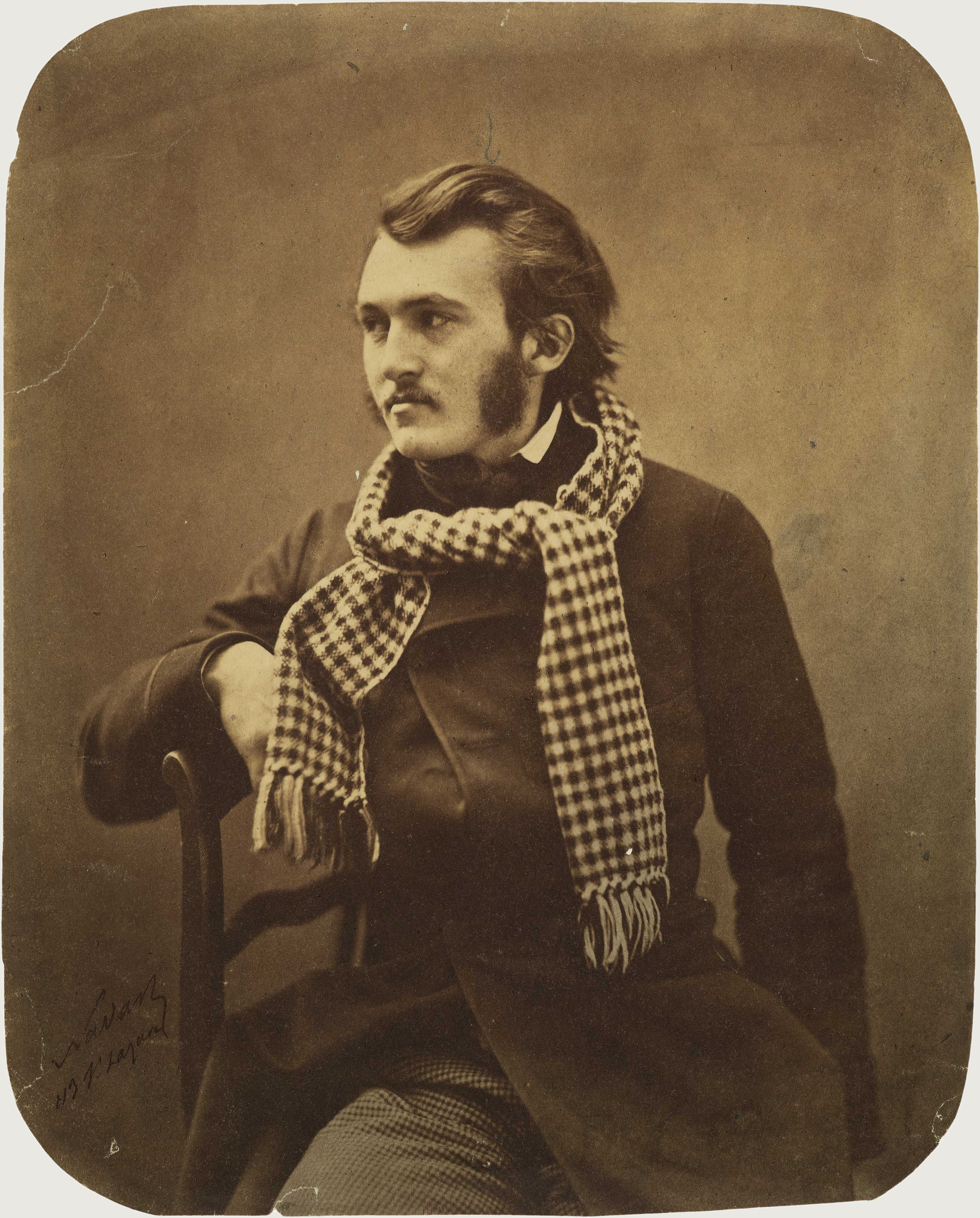
غوستاف دوريه (1859)
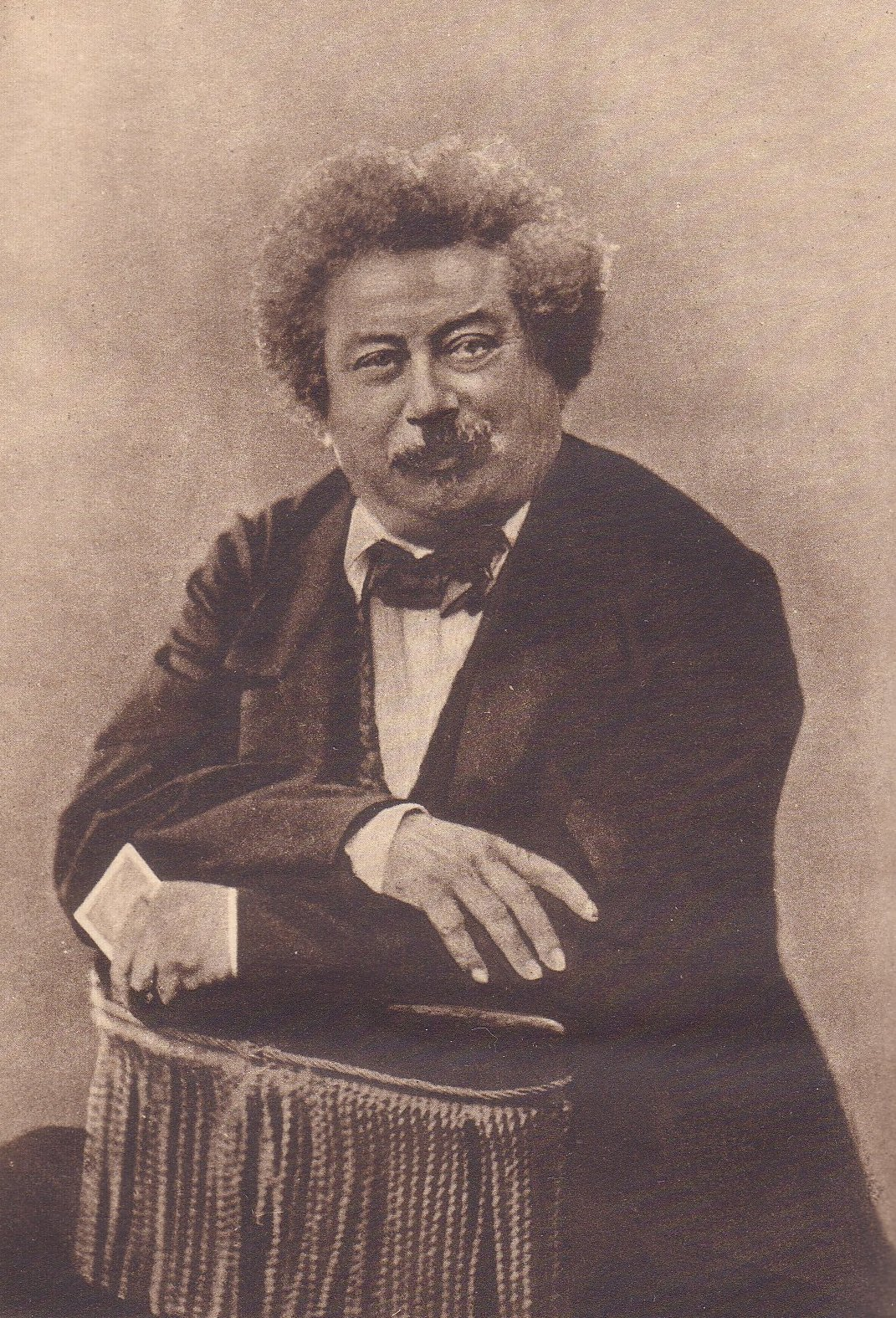
ألكسندر دوما
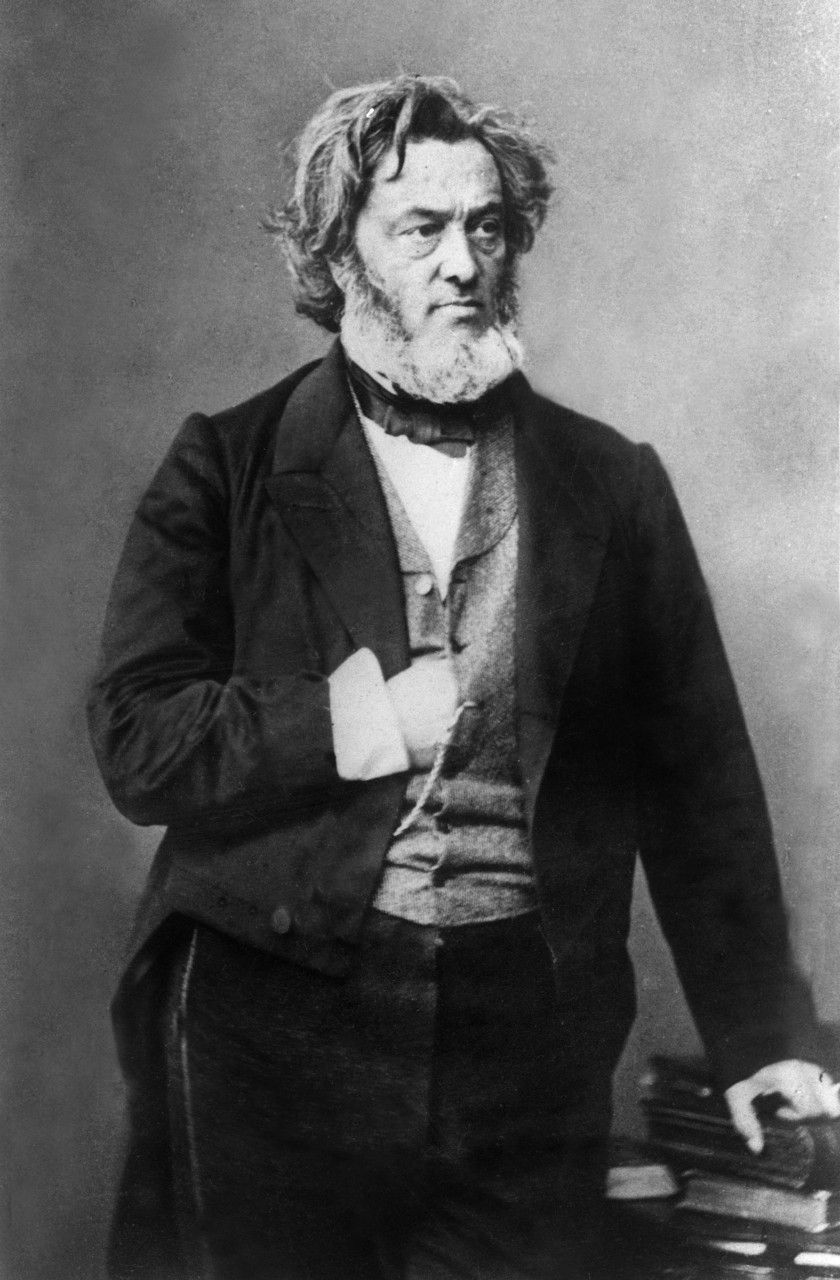
جوليس فافر in 1865
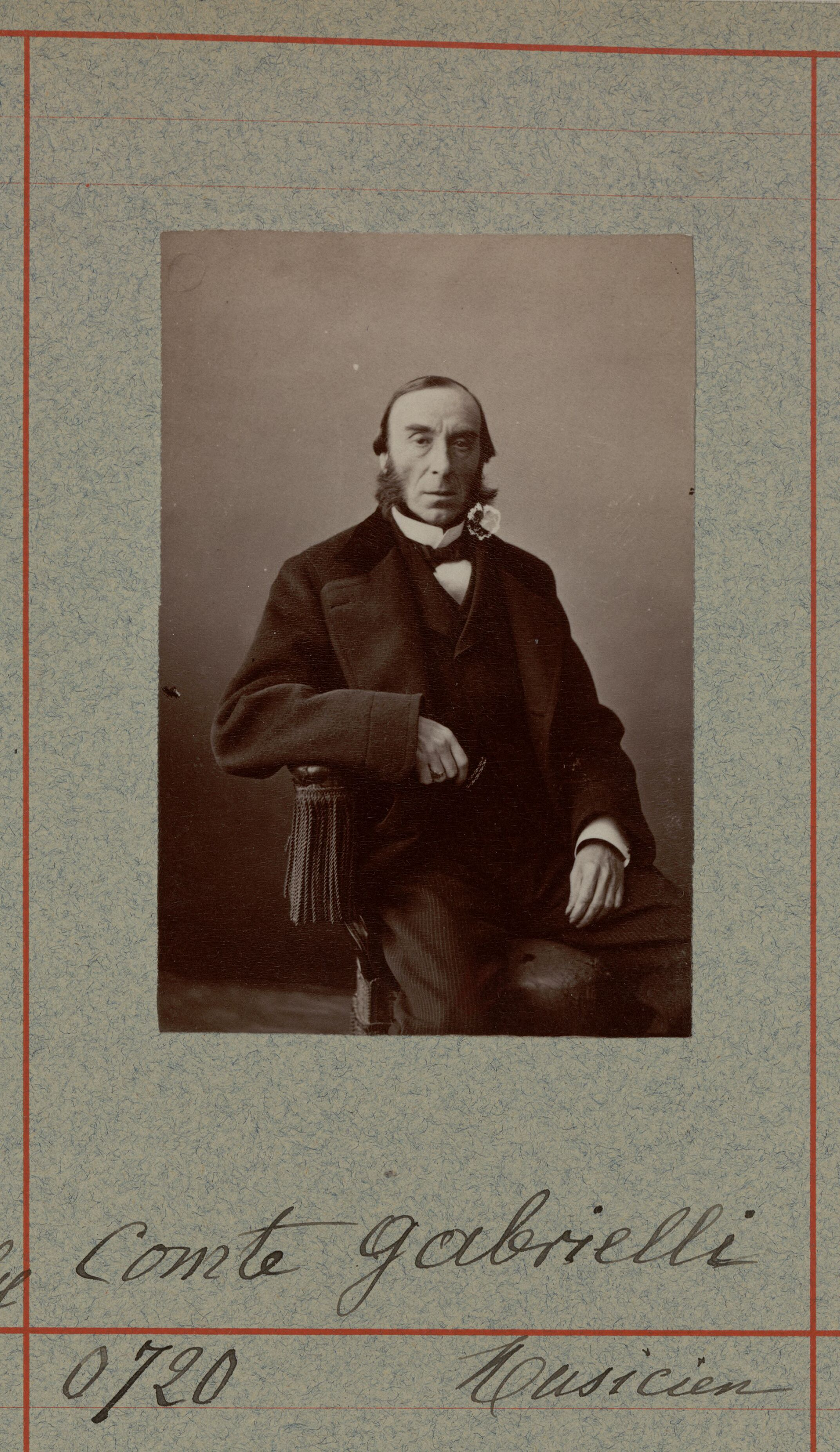
Nicolò Gabrielli di Quercita
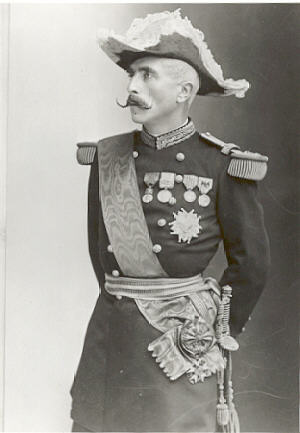
Marquis de Galliffet, the fusilleur de la كومونة باريس
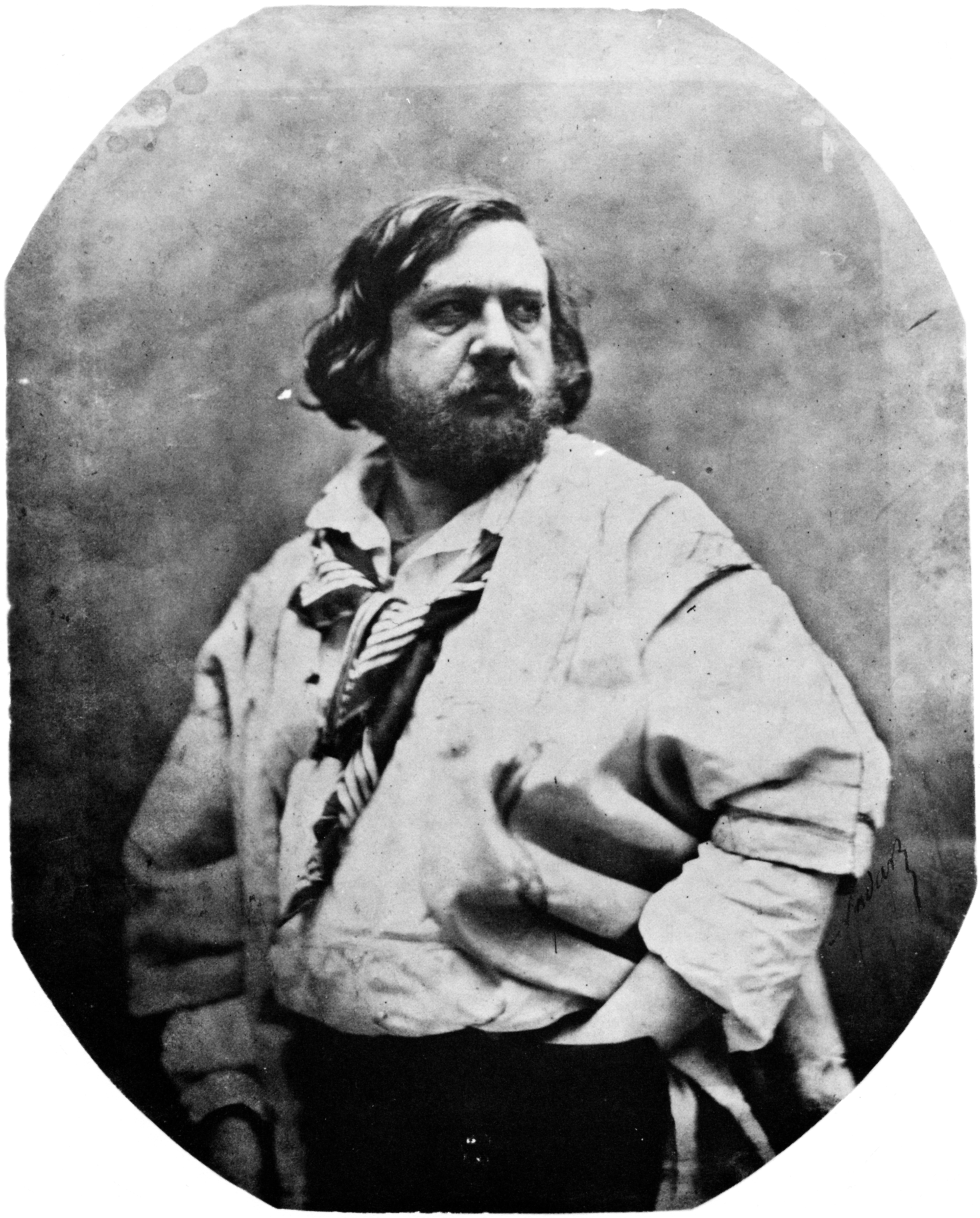
تيوفيل غوتيه
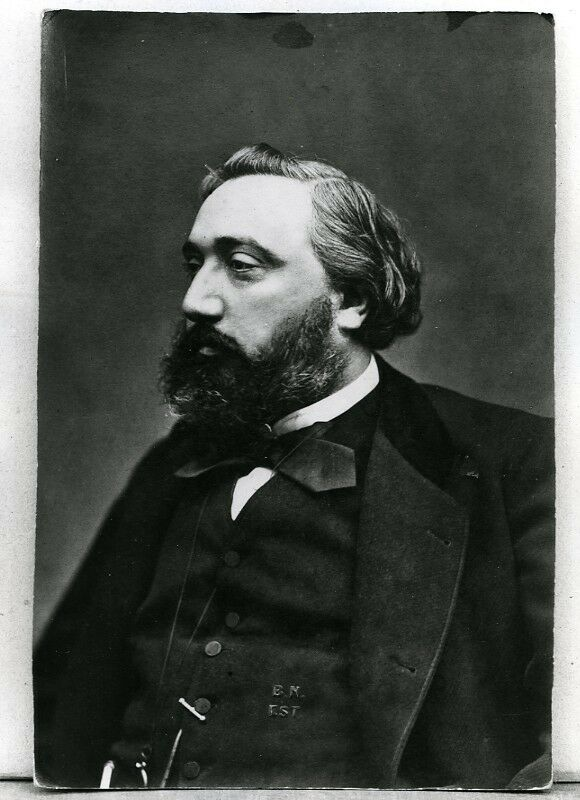
ليون غامبيتا in 1870
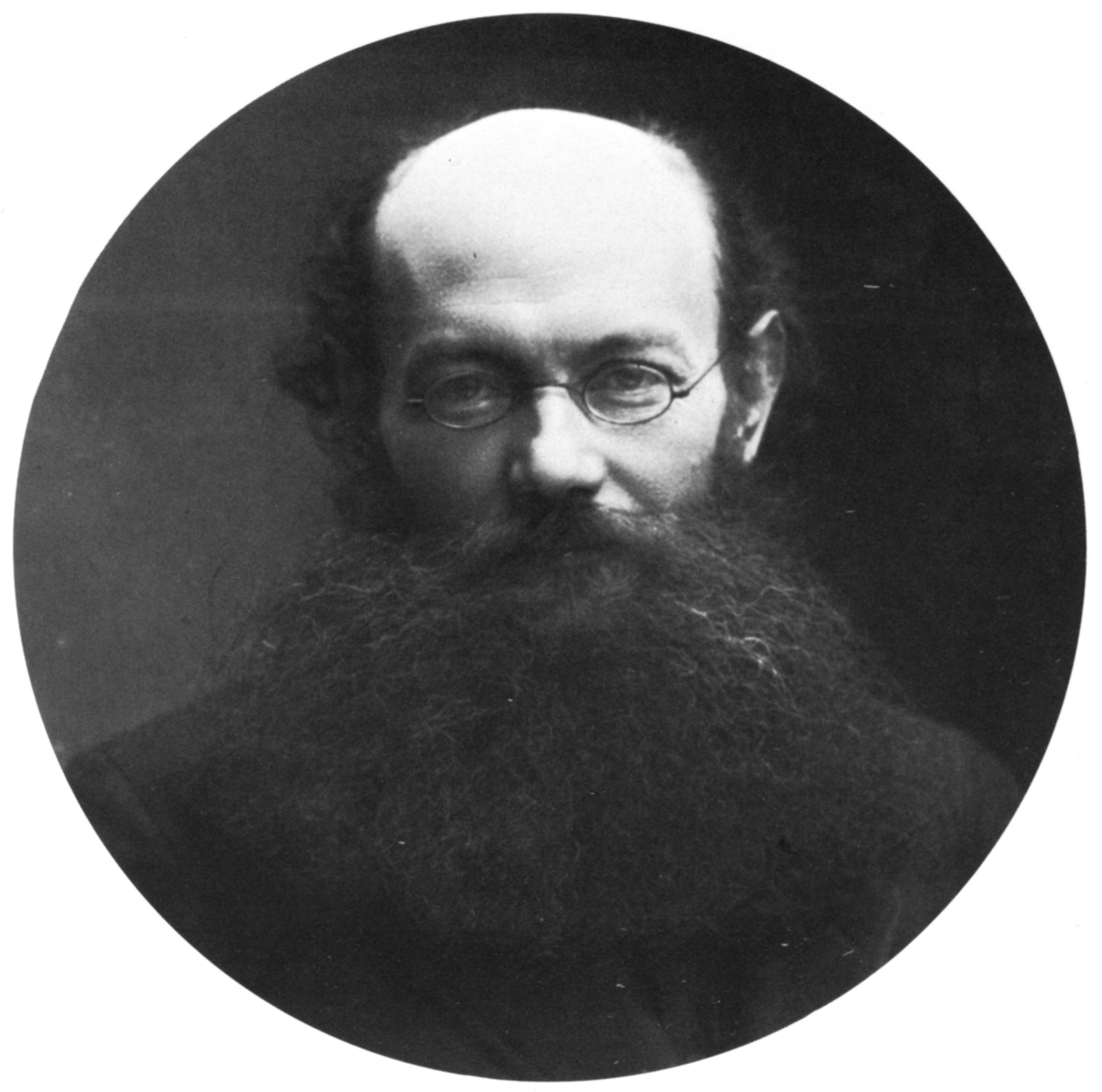
بيوتر كروبوتكين
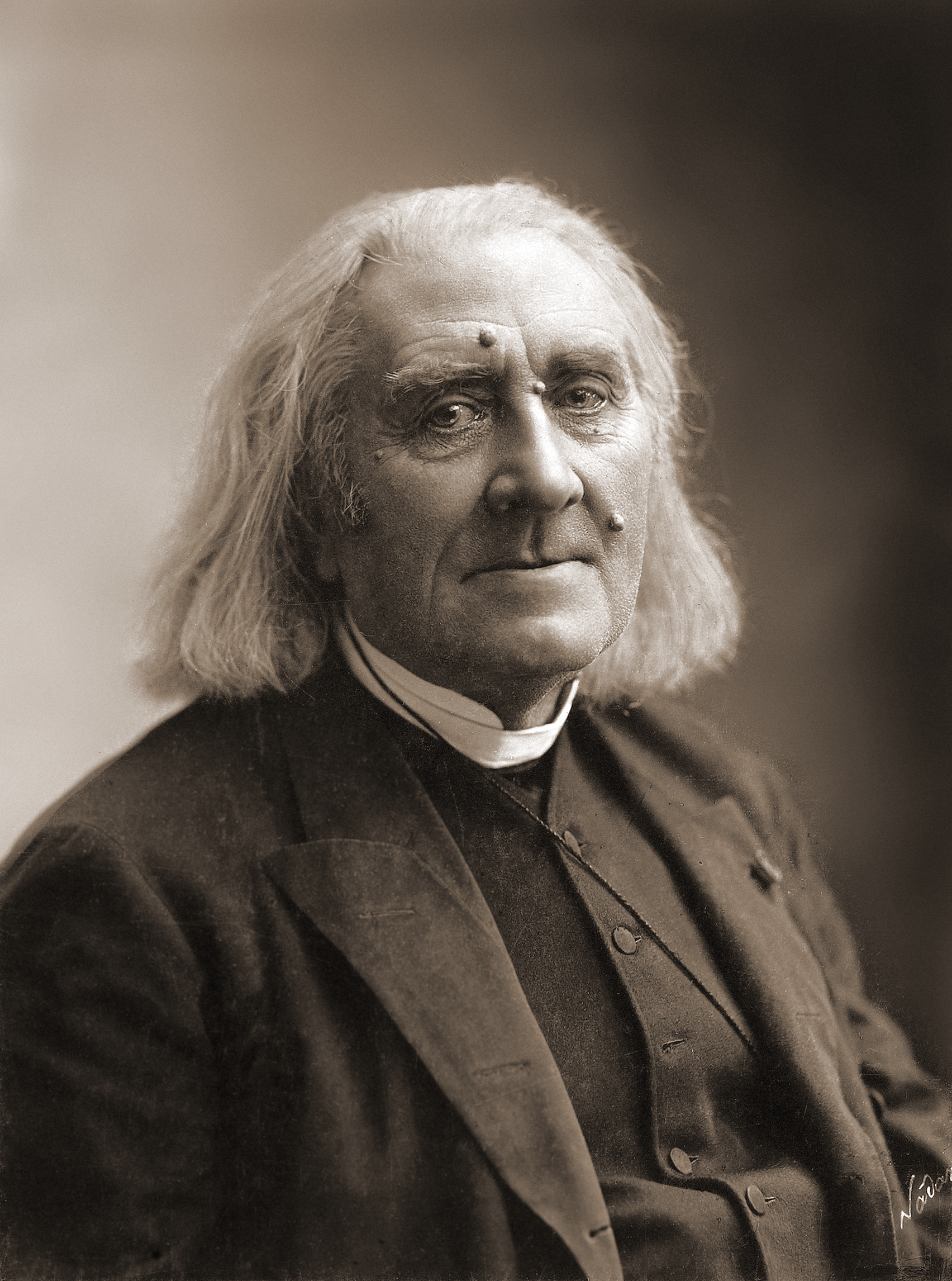
فرانز ليست
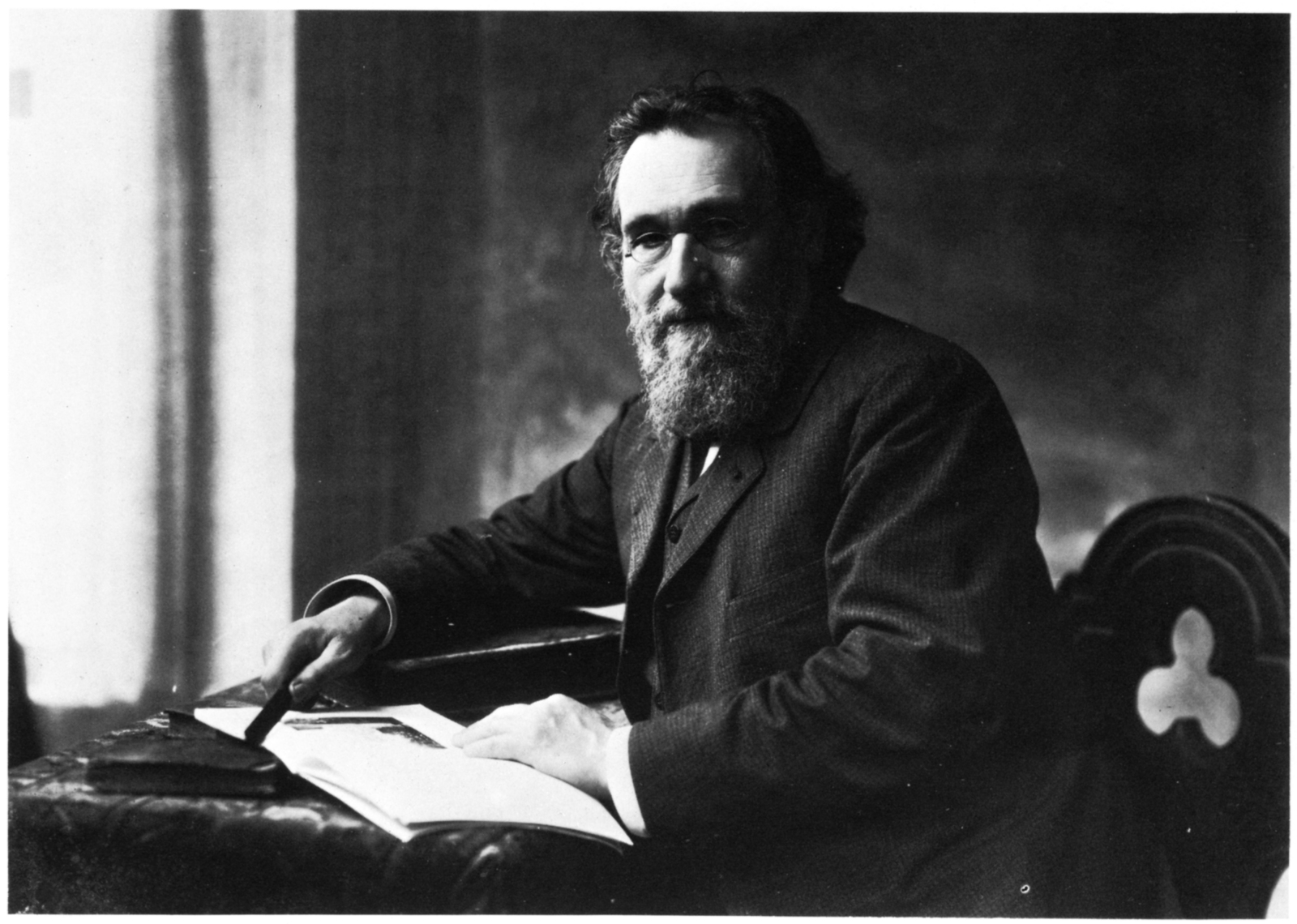
إيليا ميتشنيكوف
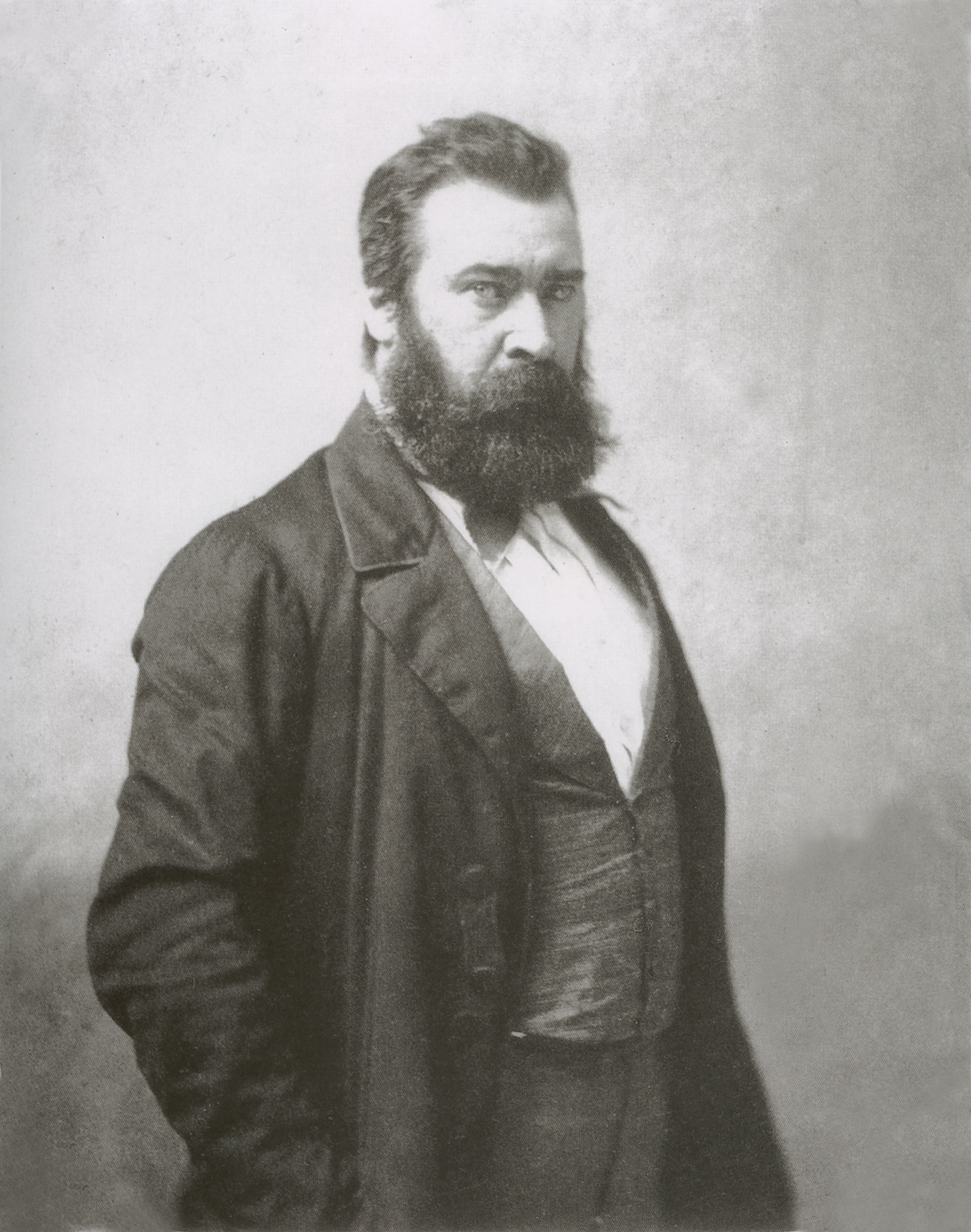
جان فرانسوا ميليه
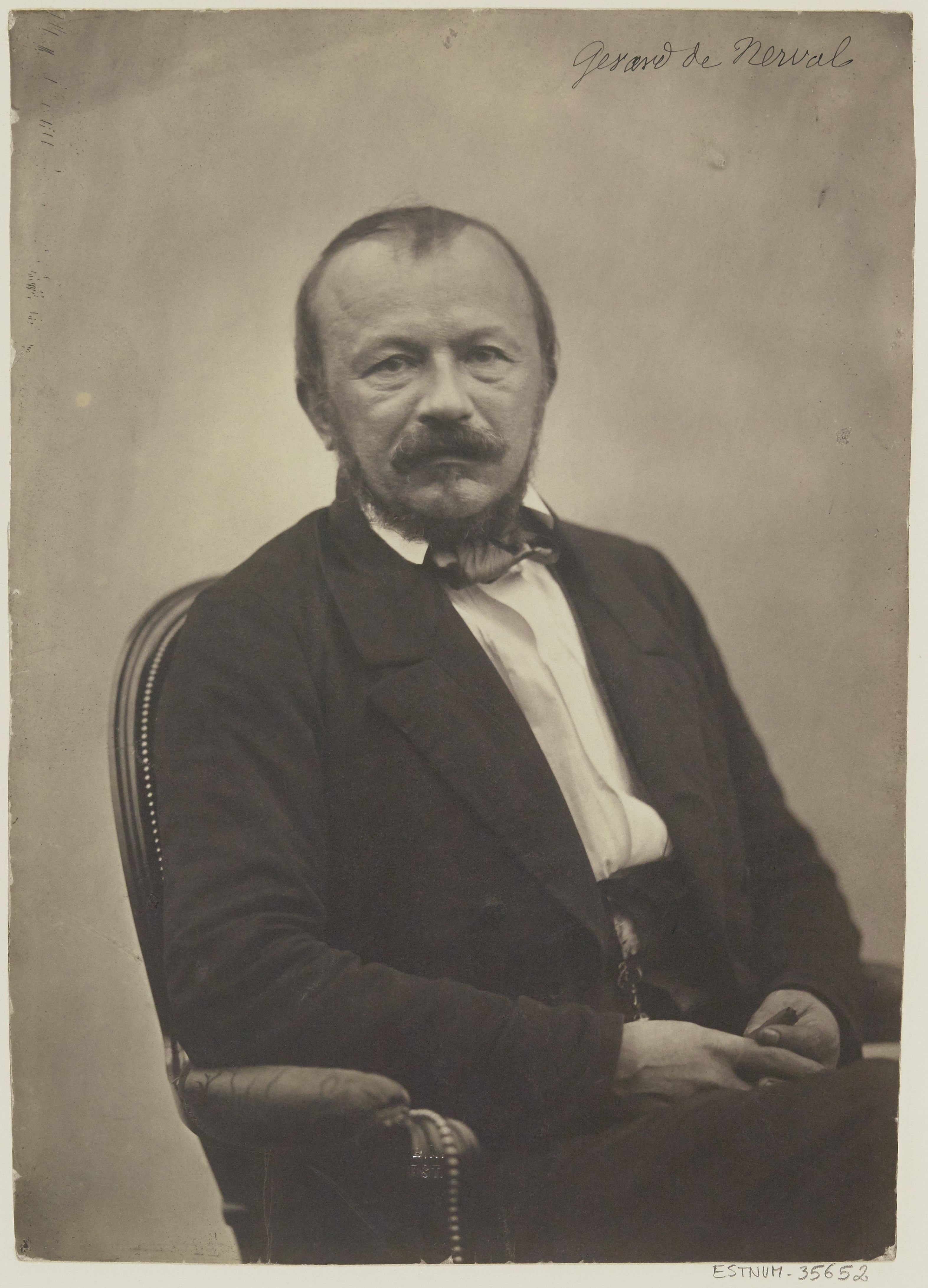
جيرار دي نرفال
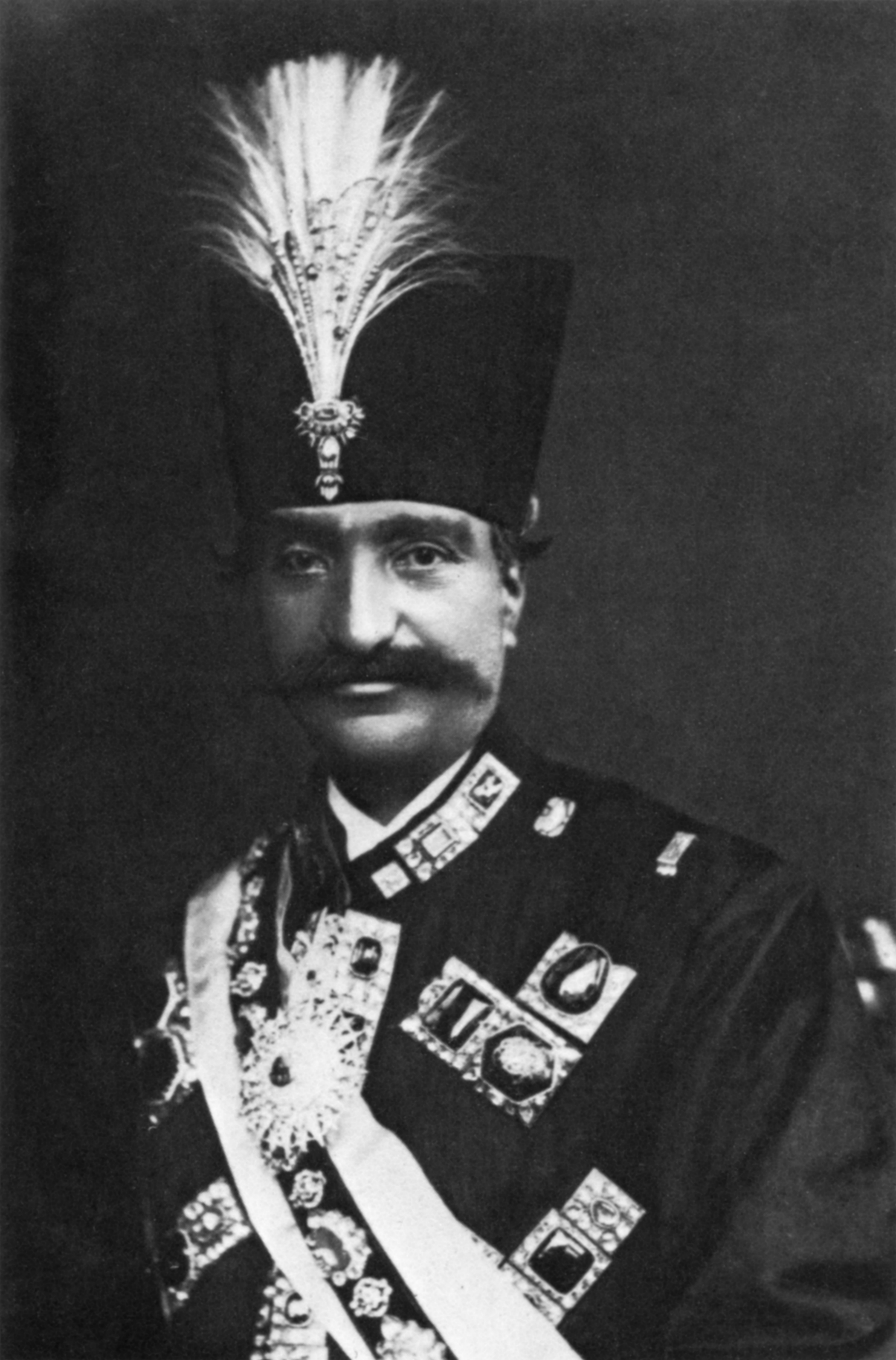
ناصر الدين القاجاري, king of إيران 1848-1896
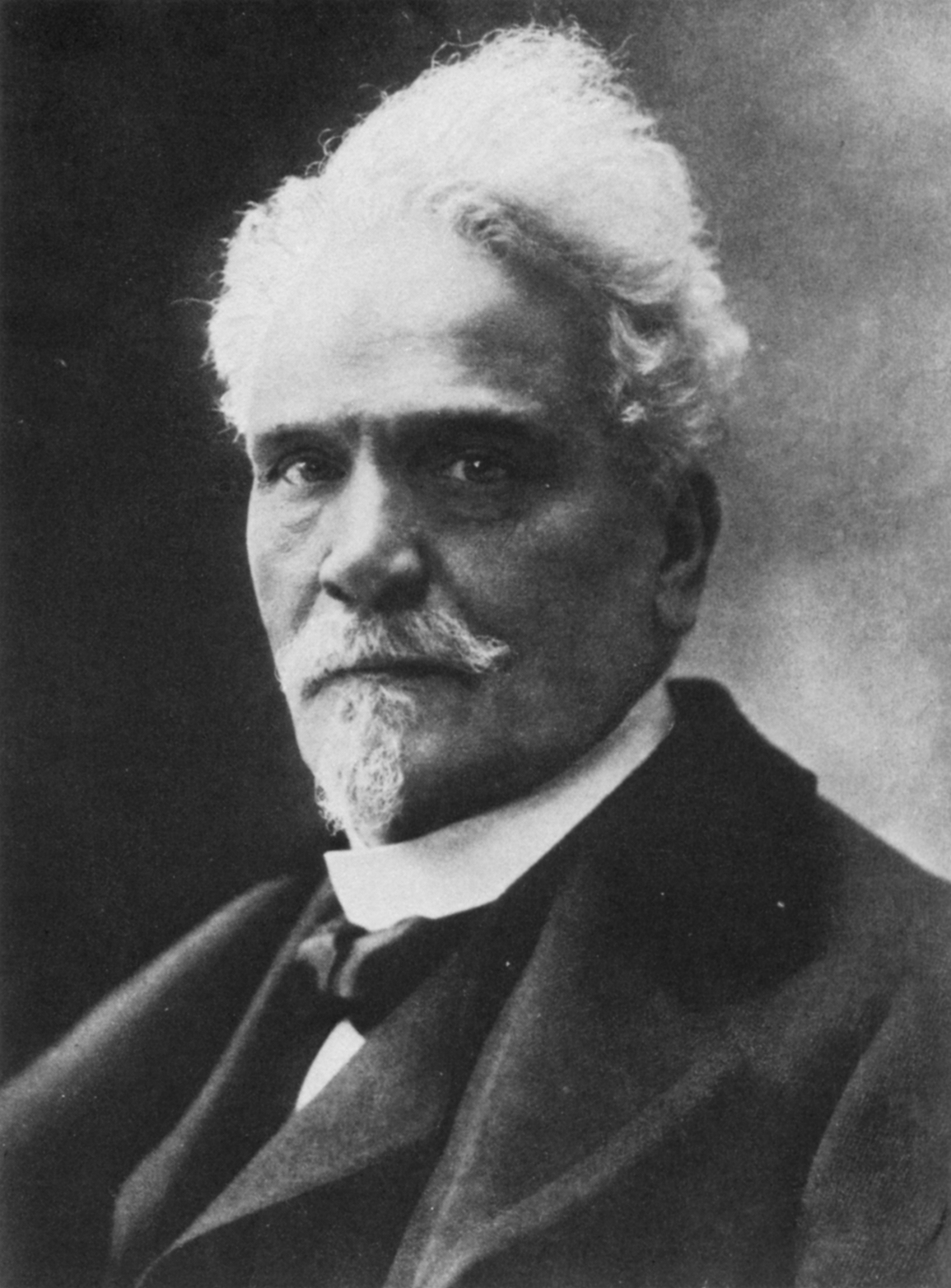
Henri Rochefort
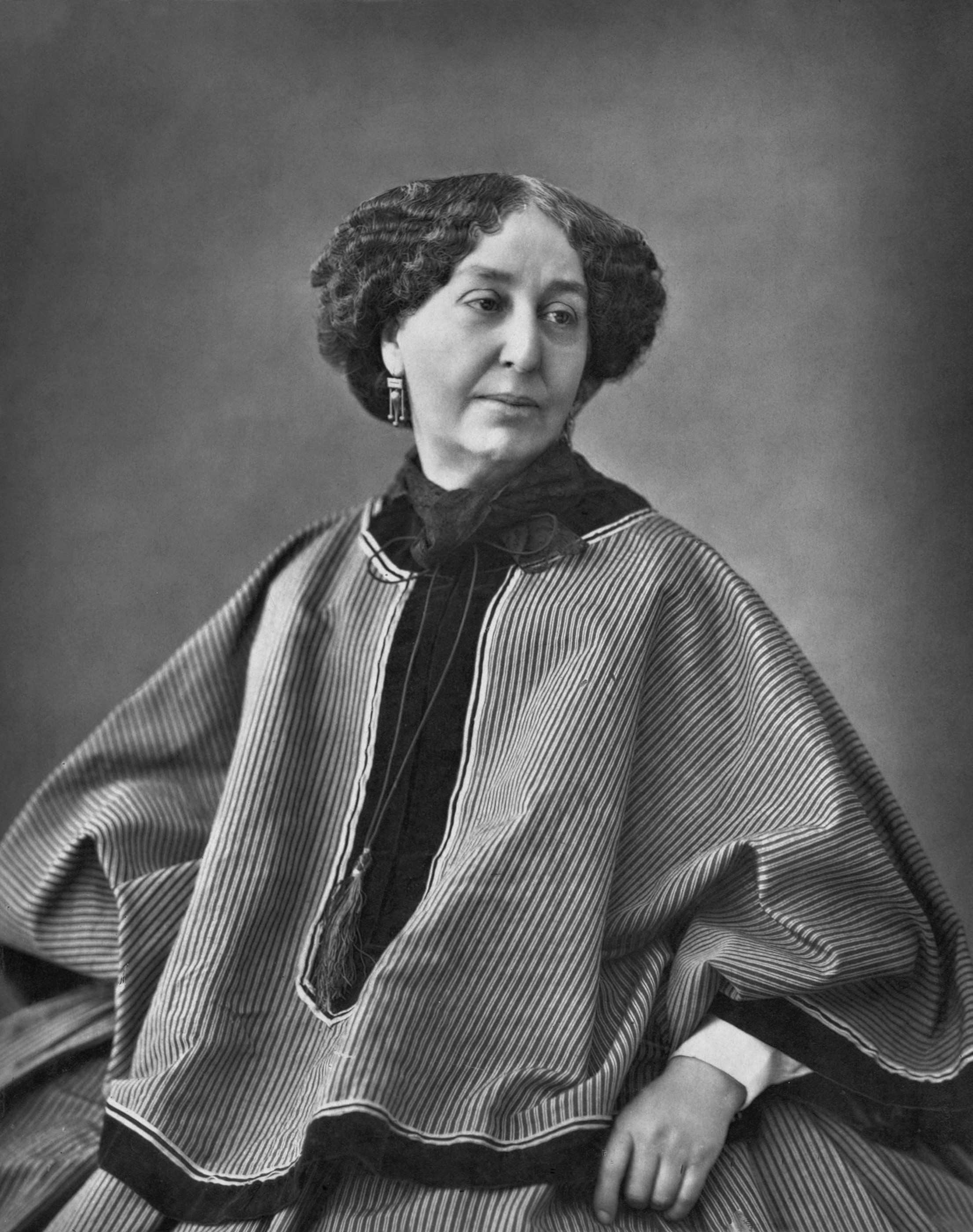
جورج ساند (1864)
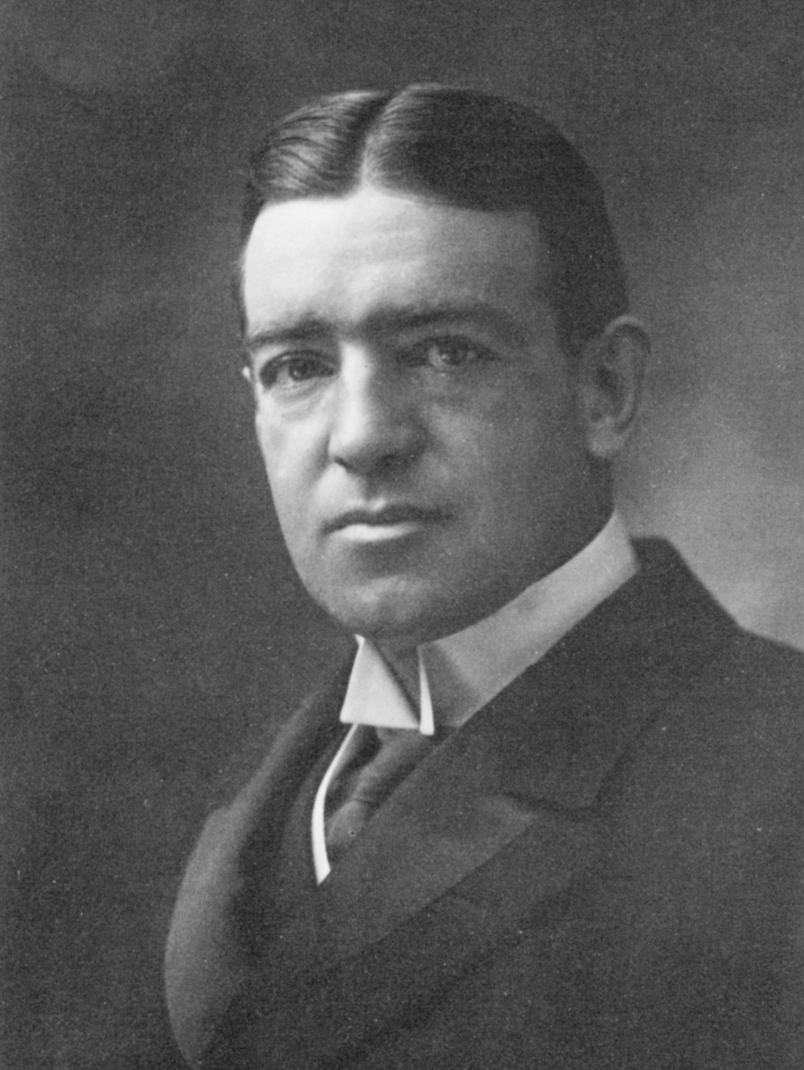
إرنست شاكلتون
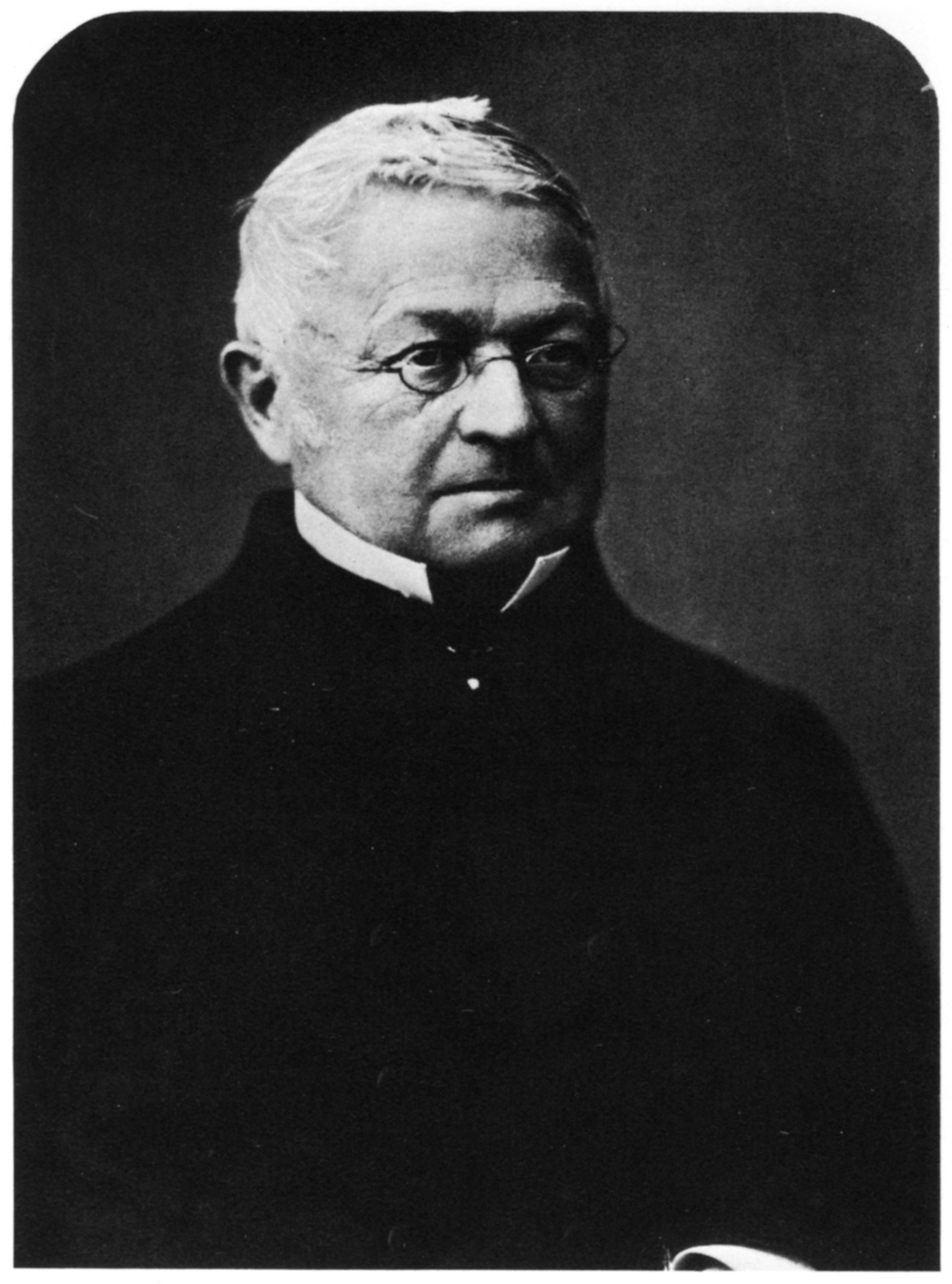
أدولف تيير
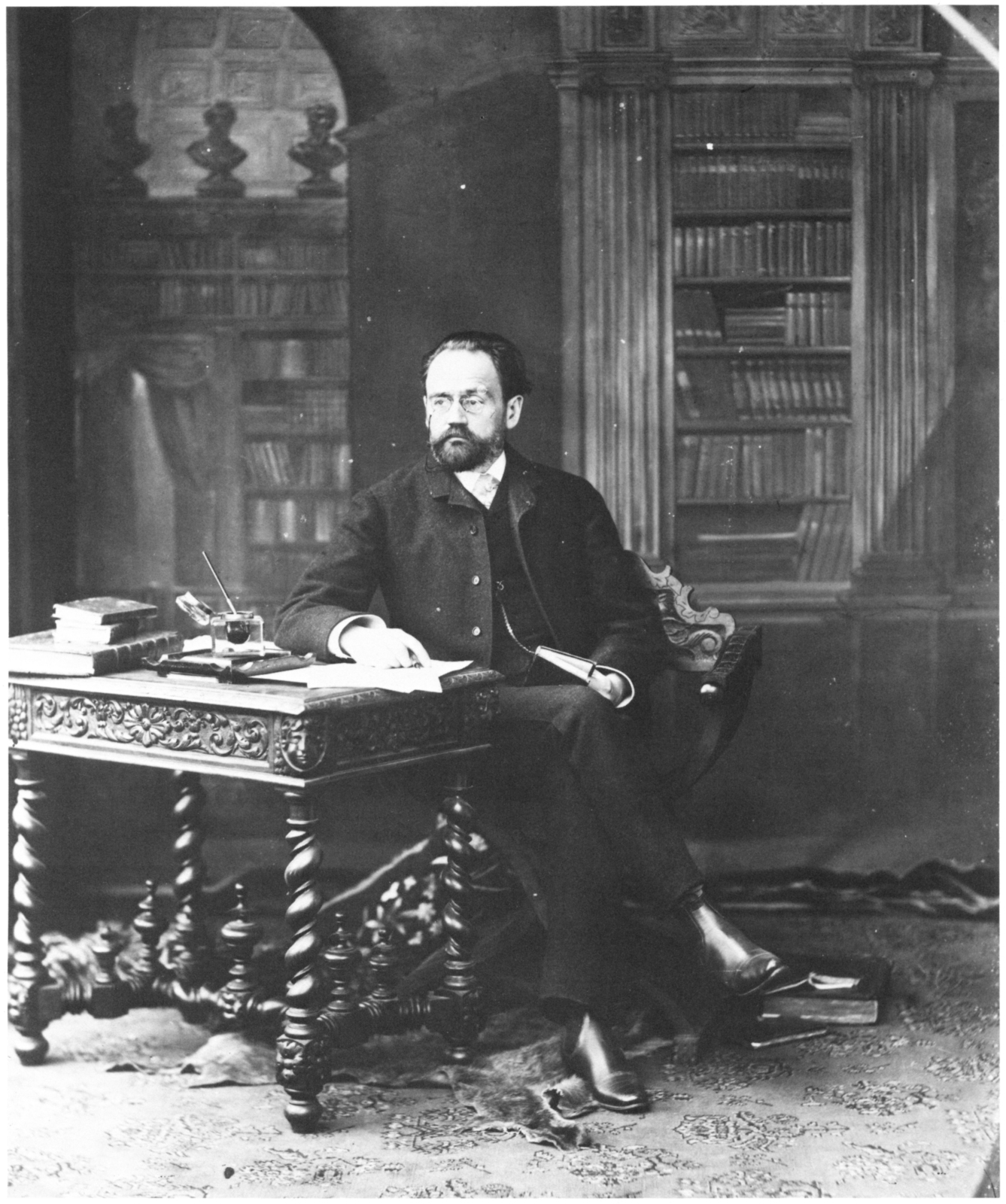
إميل زولا (1895)
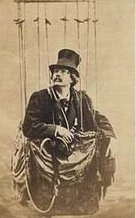
Nadar (Gaspard-Félix Tournachon) - Self-portrait
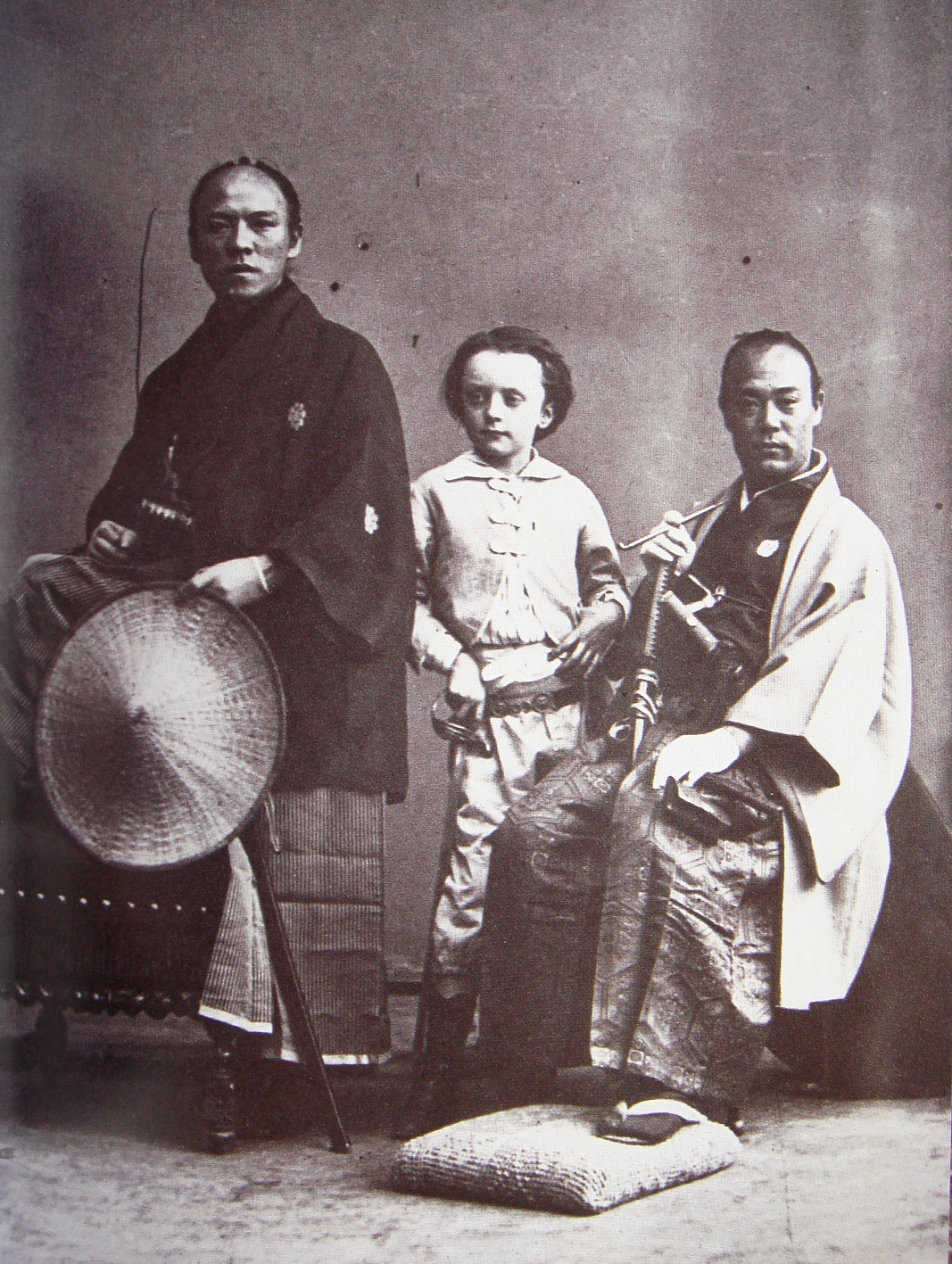
Nadar's son, photographed by Nadar with members of the السفارة اليابانية الثانية إلى أوروبا in 1863.
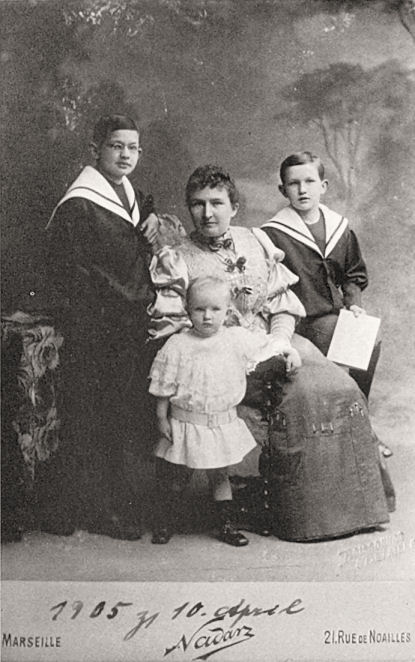
The future painter Charles Crodel with a sketch-book, photograph by Nadar, Marseille, 21 rue de Noailles, 1905
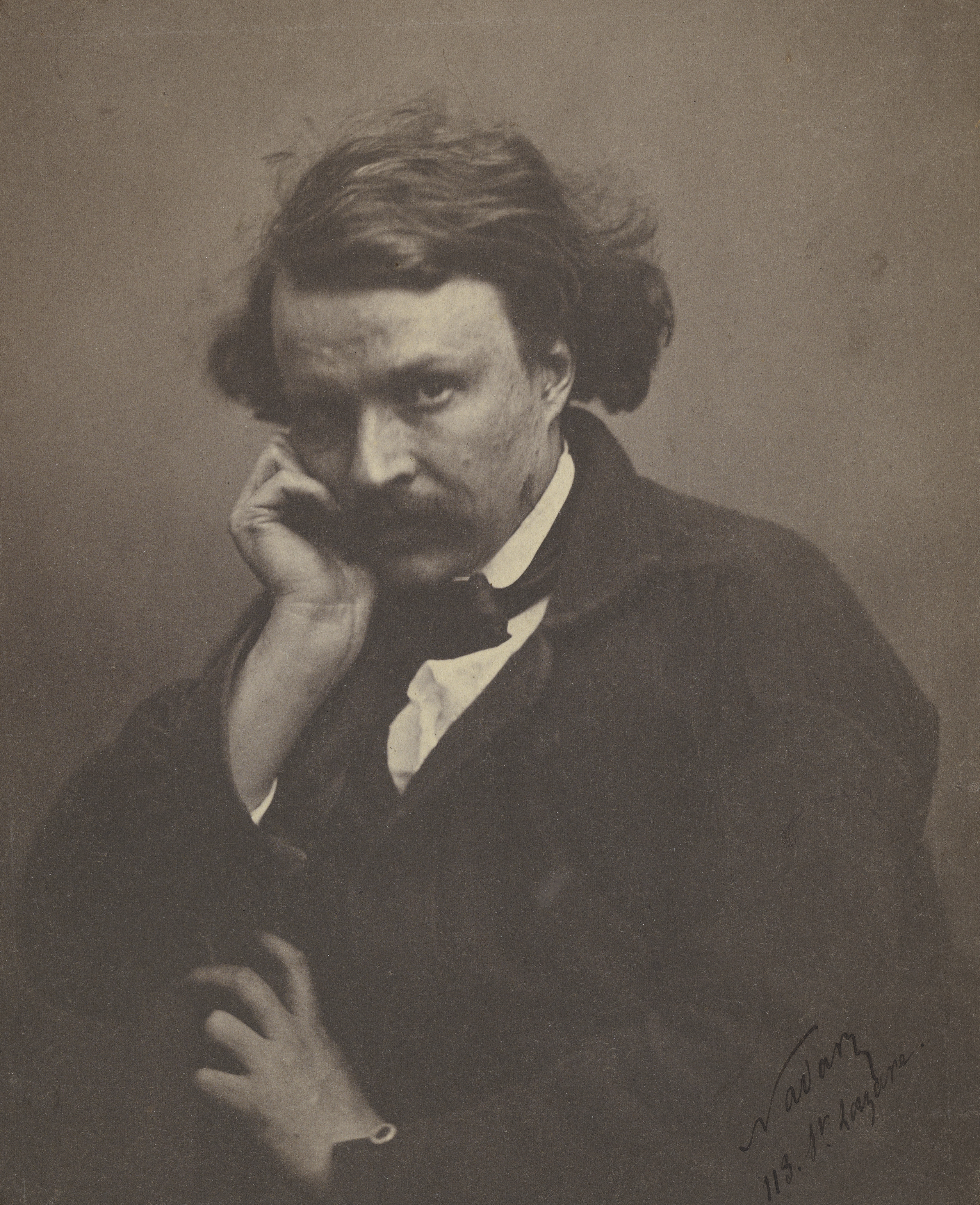
Self-portrait

## روابط خارجية
- نادر على موقع الموسوعة البريطانية (الإنجليزية)